# Дангила
Дангила — город в зоне Агев-Ави региона Амхара, Эфиопия. Население на 2007 год — 24 827 человек.

## История
В 1930-х годах Дангила был важным центром африканской работорговли. Нагадрас Хабтеверк, директор городской таможни в начале 1930-х годов, добился успехов в освобождении рабов, несмотря на сопротивление работорговца Фитаврари Зеллеке.
Город сыграл важную роль в эфиопской литературе. В молодости писатель-фантаст Хаддис Алемайеху в начале 1930-х годов в течение двух лет проработал таможенным служащим в Дангиле. Когда британский консул Р. Е. Чизман уехал, здание консульства превратили в начальную школу, а Хаддис Алемайеху на год стал её директором.

## Демография
Согласно национальной переписи населения, проведённой Центральным статистическим агентством в 2007 году, общая численность населения Дангилы составляла 24 827 человек, из которых 12 389 человек являлись мужчинами и 12 438 — женщинами. По данным переписи 1994 года, в этом городе проживало 15 437 человек.